# Delahaye type 1
La Delahaye type 1 est la première automobile du constructeur Delahaye conçue par Émile Delahaye en 1895.

## Historique
En 1888, Émile Delahaye conçoit un moteur à combustion interne pour les bateaux qui remporte une médaille d'or et deux d'argent à l'Exposition universelle de Paris de 1889.
Il décide alors de se lancer dans la construction automobile avec la première automobile 100 % française (châssis, carrosserie et moteur) à une époque où Panhard & Levassor ou Peugeot fabriquent des automobiles à moteurs Benz ou Daimler.
Le type 1 est conçu et fabriqué au 34 rue du Gazomètre à Tours à partir de 1895.

## Technique
L'allumage électrique est une nouveauté. Le refroidissement par eau se complète d'un radiateur en serpentin.
- Moteur borgne (pas de culasse détachable) :
  - Puissance administrative : 8/10 HP
  - Arbre à cames : latéral
  - Soupapes : en tête (automatique à l'admission)
  - Puissance : 6 à 8 ch de 500 à 900 tr/min
- Direction : par secteur et chaîne
- Suspensions :
  - avant : ressorts à lames semi-elliptique
  - arrière : ressorts à lames semi-elliptique
- Freins :
  - à pied : sur le mouvement
  - à main : rubans sur l'essieu arrière
- Pneumatiques Michelin à partir de 1896
- Vitesse : de 18 à 30 km/h